# Оньиссанти-ин-виа-Аппиа-Нуова (титулярная диакония)
Титулярная диакония Оньиссанти-ин-виа-Аппиа-Нуова (лат. Diaconia Omnium Sanctorum in via Appia Nova) — титулярная церковь была создана Папой Павлом VI в 1969 году. Титулярная диакония принадлежит церкви Оньиссанти-ин-виа-Аппиа-Нуова, расположенной в квартале Рима Аппио-Латино, на пьяцца Ре ди Рома. Приход церкви окормляют орионисты.

## Список кардиналов-дьяконов и кардиналов-священников титулярной диаконии Оньиссанти-ин-виа-Аппиа-Нуова
- Джузеппе Паупини (30 апреля 1969 — 30 июня 1979), титул pro illa vice (30 июня 1979 — 8 июля 1992, до смерти);
- Микель Колики (26 ноября 1994 — 28 января 1997, до смерти);
- Альберто Бовоне (21 февраля — 17 апреля 1998, до смерти);
- Вальтер Каспер (21 февраля 2001 — 21 февраля 2011), титул pro illa vice  (21 февраля 2011 — по настоящее время).